# Cretonia obsoletimacula
Cretonia obsoletimacula là một loài bướm đêm trong họ Noctuidae.